# Мари-Жозе Нат
Марѝ-Жозѐ Нат (на френски: Marie-José Nat) е френска актриса.

## Биография
Започва кариерата си като комедийна актриса. През 1959 година се снима заедно с Жан Габен, което я прави популярна. Има няколко брака и три деца. Получава наградата за най-добра филмова актриса на фестивала в Кан през 1974 година за ролята си във филма „Цигулките на бала“.
През 2006 година публикува автобиография „Не съм забравила“ (Je n'ai pas oublié).